# Just the Way You Are (Billy Joel)
Just the Way You Are is een nummer van de Amerikaanse singer-songwriter Billy Joel. Het nummer verscheen op zijn album The Stranger uit 1977. In september van dat jaar werd het nummer uitgebracht als de eerste single van het album.

## Achtergrond
Just the Way You Are is geschreven door Joel zelf en geproduceerd door Phil Ramone. Joel vertelde dat de melodie en de akkoorden tot hem kwamen in een droom. De manier waarop de titel in het refrein wordt gezongen is afgeleid uit de laatste regel in het nummer Rag Doll van The Four Seasons. Joel schreef het nummer voor zijn eerste vrouw (en destijds tevens zijn manager) Elizabeth Weber. De saxofoon op het nummer werd gespeeld door Phil Woods. Nadat Joel en Weber in 1982 uit elkaar gingen, speelde hij het nummer bijna nooit meer tijdens concerten.
Zowel Joel als de rest van zijn band vonden Just the Way You Are oorspronkelijk niet goed genoeg om op The Stranger te zetten, maar nadat hij tijdens de opnames bezoek kreeg van Linda Ronstadt en Phoebe Snow, besloot hij om het toch uit te brengen. Producer Ramone kwam hier later op terug en zei dat zij het zich niet konden veroorloven om het nummer niet te gebruiken, omdat er simpelweg te weinig materiaal beschikbaar was.
De singleversie van Just the Way You Are duurt ruim een minuut korter dan de albumversie. Zo is het tweede couplet op de single niet te horen en werkt het nummer eerder naar een fade-out toe. In de Verenigde Staten bereikte de single de derde plaats in de hitlijsten, terwijl deze in het Verenigd Koninkrijk tot de negentiende plaats kwam. In beide landen was het daarmee zijn grootste hit tot dan toe. In Canada werd de tweede plaats behaald, terwijl het nummer in Australië en Nieuw-Zeeland op de zesde plaats piekte. In Nederland werd het geen groot succes; het stond niet in de Top 40 en bleef steken op de vierde plaats in de Tipparade. In 1979 ontving Joel twee Grammy Awards voor het nummer in de categorieën Record of the Year en Song of the Year.
Just the Way You Are werd door de jaren heen door vele artiesten gecoverd. Zo werd het opgenomen door onder meer Harry Connick jr., Diana Krall, Willie Nelson, Houston Person, Frank Sinatra en Barry White. Het werd in de versie van White een hit in het Verenigd Koninkrijk en Ierland, waar het respectievelijk tot de twaalfde en vijftiende plaats in de hitlijsten kwam. Samples uit het nummer werden ook gebruikt in de plaat High Fidelity van Daft Punk.

## NPO Radio 2 Top 2000
| Nummer met noteringen in de NPO Radio 2 Top 2000 | '99  | '00  | '01 | '02  | '03  | '04  | '05 | '06  | '07 | '08  | '09  | '10  | '11  | '12  | '13  | '14  | '15  | '16  | '17  | '18  | '19  |
| ------------------------------------------------ | ---- | ---- | --- | ---- | ---- | ---- | --- | ---- | --- | ---- | ---- | ---- | ---- | ---- | ---- | ---- | ---- | ---- | ---- | ---- | ---- |
| Just the Way You Are                             | 1034 | 1444 | 769 | 1207 | 1176 | 1140 | 954 | 1161 | 921 | 1034 | 1446 | 1055 | 1431 | 1672 | 1530 | 1505 | 1836 | 1964 | 1868 | 1848 | 1847 |

1. ↑  Een vetgedrukt getal geeft de hoogste notering aan.
2. ↑  Deze tabel is bijgewerkt tot en met de laatste editie (2024).

1. ↑  Daft Punk's Homework - The Samples. Gearchiveerd op 16 juli 2023. Geraadpleegd op 28/02/2012.